# ロビン・ファン・ペルシ
ロビン・ファン・ペルシ（Robin van Persie, オランダ語発音: [ˈrɔbɪn vɑn ˈpɛrsi] ( 音声ファイル); 1983年8月6日 - ）は、オランダのロッテルダム出身の元サッカー選手。現サッカー指導者。元オランダ代表。ポジションはフォワード。ファン・ペルシーとカナ表記されることもあるが、-ieは必ずしも長音で発音されない。インドネシア人の祖母を持つ。
2011-12・2012-13シーズンと2シーズン連続で異なるクラブでプレミアリーグ得点王に輝いたストライカー。オランダ代表では3度のワールドカップに出場。オランダ代表の通算得点記録の保持者でもある。2021年現在、プレミアリーグ通算得点ランキング12位である。（280試合144得点 得点率51%）

## 経歴

### 選手時代

#### 初期
SBVエクセルシオールユースからフェイエノールトユースを経て2002年にトップチームにデビューし、すぐに頭角を現す。この年のUEFAカップ優勝も経験。U-19、U-21オランダ代表にも選出された。フェイエノールト時代は左ウィング、左サイドハーフとしての起用がほとんどであった。

#### アーセナル
2004年には初の国外挑戦として数多くのオファーの中から、プレミアリーグのアーセナルFCを選択。2006-07シーズンにはティエリ・アンリに代わり試合に出場したが、骨折によりシーズン終了まで離脱した。
2007-08シーズン序盤、代表戦での怪我で半年近くの離脱。2008-09シーズンには11アシストを記録してプレミアリーグのアシスト王に輝いた。2009年夏、アーセナルとの契約を2014年6月まで延長した。
2010-11シーズン序盤は怪我で欠場していたが、怪我から復帰後はゴールを量産。リーグ戦ではアウェーで8試合連続ゴールを記録（最終的にリーグ18得点）、またカーリングカップ決勝でも得点をあげた。しかし、チームとしては前述のカーリングカップで敗退し、カンプ・ノウでのUEFAチャンピオンズリーグ決勝トーナメント1回戦のFCバルセロナ戦では1stレグで同点ゴールを挙げ勝利に貢献したものの、2ndレグでは遅延行為により退場し、その後逆転され敗退した。
2011-12シーズンはセスク・ファブレガスの移籍に伴い、アーセナルのキャプテンに就任した。チームが怪我で苦しむ中で1人好調をキープし、前年度を上回るペースでゴールを量産。シーズン終了間際の2012年4月20日時点で27ゴールをマークし、PFA最優秀選手賞を受賞した。最終的にゴール数を30にまで伸ばし、得点王となった。
シーズン終了後、アーセナルとの契約を延長しないことを発表。これを受けてユヴェントスFCやマンチェスター・シティFCなどが獲得に動いたが、2012年8月15日、マンチェスター・ユナイテッドFCへ移籍した。

#### マンチェスター・ユナイテッド
2012-13シーズン、マンチェスター・ユナイテッドでもゴールを量産し、2年連続でリーグ得点王を獲得。優勝を決めたアストン・ヴィラFC戦ではハットトリックを達成した。
2014-15シーズンはオランダ代表で共にワールドカップを戦ったルイ・ファン・ハールが監督に就任した。
2015年2月21日に行われたスウォンジー戦の後半38分では、クロスを上げた直後に右足首を抑えてピッチに倒れ込んだ。しかし、すでに全ての交代枠を使い切っていたため一時的な治療を済ませて試合終了までプレーを続けた。この負傷による約2ヶ月間の治療を終えた後は、当時出場停止処分中だったジョニー・エヴァンズやアドナン・ヤヌザイらと共にリザーブチームであるマンチェスター・ユナイテッドU21のメンバーとしてレスター・シティU21戦とフラムFCU21戦の2試合に出場し2ゴールを決めた。これを皮切りに完全復帰するかと思いきや、トップチームに戻って以降はゴールを決めることは出来ず、最終的に公式戦29試合の出場で10ゴールと満足行く結果を残すことができなかった。

#### フェネルバフチェ
2015年7月14日、トルコのフェネルバフチェSKへ完全移籍することを発表した。

#### フェイエノールト復帰
2017年夏の移籍市場でフェイエノールトが関心を示し、ファン・ペルシ本人も子供たちの環境も考えてオランダに帰国を望んだがフェネルバフチェが契約解除に応じなかった。しかし出場機会が大きく減ったことで2018年冬の移籍市場でフェネルバフチェが契約期間残り半年分のサラリー200万ユーロの内180万ユーロを支払っての契約解除に応じ、フリーになった。1月22日にフェイエノールトと1年半の契約を結び、14年ぶりに復帰した。背番号はデビュー当時に付けていた32を着用した。
フェイエノールトに復帰当初はフィットしておらず、少しずつ出場時間を増やしながらのプレーではあったが、重要なゴールを決め、4月22日のKNVBカップ決勝ではAZ戦では0-2となるゴールを決め、優勝に貢献した。2018-19シーズンはキャプテンに就任して完全にフィットした状態でシーズンに入り、低調なプレーで苦しむチームにおいて存在感を示し続け、2019年1月27日のアヤックス戦では2得点を記録し、6-2という歴史的勝利に貢献した。2019年3月3日のFCエメン戦でハットトリックを達成し、キャリア通算200ゴールを達成した。
2018年10月、2018-19シーズンを最後に現役を引退すると発表した。

### オランダ代表

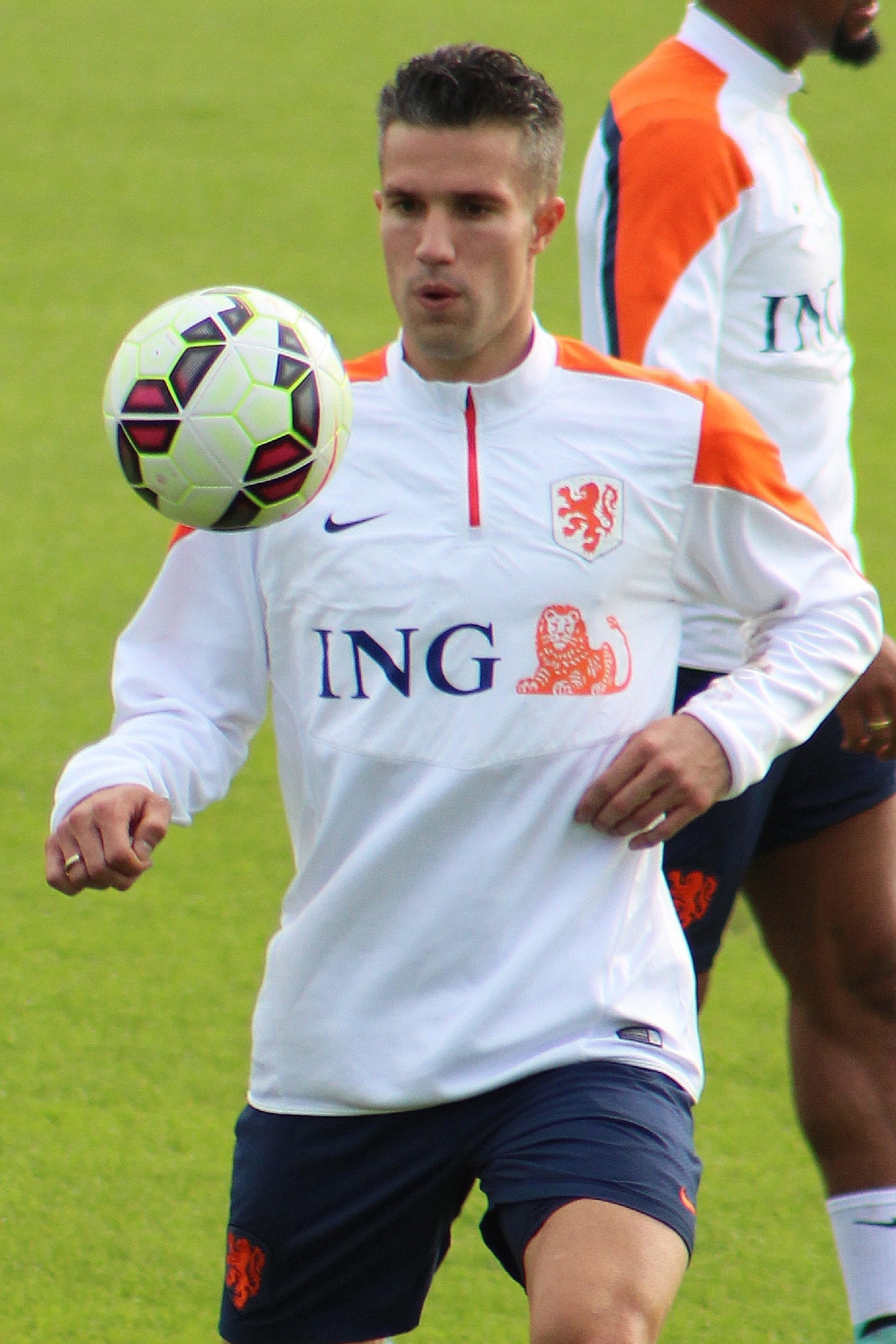
オランダ代表時代

2005年6月4日にルーマニア戦でオランダ代表デビューを果たし、ドイツワールドカップにも出場。グループリーグのコートジボワール戦で強烈なフリーキックを決めるなどオランダのグループリーグ突破に貢献した。EURO2008ではスーパーサブとして2得点を挙げる活躍を見せ、グループリーグでのオランダの快進撃に貢献した。2010 FIFAワールドカップにも出場し、チームは準優勝したが、自身はカメルーン戦の1得点のみに終わった。
2011年9月2日のUEFA EURO 2012予選のサンマリノ戦では1試合4得点を記録した。2013年10月11日の2014 FIFAワールドカップ予選ハンガリー戦でハットトリックを記録し、パトリック・クライファートのオランダ代表最多得点記録を更新した。
2014年のブラジルワールドカップでは主将として、3位決定戦までの7試合のうち累積警告で出場停止となったチリ戦以外の6試合に出場した。スペイン戦において背後からのクロスボールをダイビングヘッドでループシュートを決め、これはFIFA公式サイトで実施された大会の最優秀ゴールの投票において2位に輝いた。最終的に出場した6試合で4得点を挙げ、チームの3位入賞に貢献した。

### 指導者時代
現役を引退してから1年ほどイングランドで解説者や家族と旅行をするなどして過ごしていたが、2020年からはフェイエノールトの非常勤スタッフを勤め、さらにその翌年には正式なクラブスタッフ（トップチームのテクニカルコーチ兼U-16チームの監督）に就任した。
その後2024-25シーズンから初のクラブ監督をSCヘーレンフェーンで務めていたが、シーズン途中の2025年2月より古巣フェイエノールトの監督として移籍した。

## エピソード
- 1997年から2年間下部組織の選手として在籍していたSBVエクセルシオールでは、クラブのホームスタジアムであるスタディオン・ウーデステインの南スタンドに自身の名前が冠している[16]。
- 卓球が得意で、アーセナル時代はよくチームメイトとプレーしており、チーム内で卓球の王と呼ばれていたという。また、テレビ番組の企画において卓球のイギリス代表であるダリアス・ナイトと対戦したことがあるが、3-11、4-11で敗れている[17]。
- 2014年6月、アメリカの経済誌フォーブスは世界のアスリートの年収を公表した。ファン・ペルシの年収は1950万ドルであり、世界のアスリートの中で81位。サッカー選手の中では11位[18]。
- ピエール・ファン・ホーイドンクとはフェイエノールト時代に勝手にFKを奪ったことで不仲に。2014年のワールドカップ前から代表戦のTV放送での解説でファン・ホーイドンクは怪我の影響で低調だったファン・ペルシ批判の先鋒となり、ファン・ペルシはワールドカップでの最終戦である3位決定戦でゴールを決めると、試合後に「ピエールの言う事は騒ぎを起こすだけで議論になっていない。彼はゴルフでもやっているべき」とインタビューで語った[19]。
- 息子であるシャキール・ファン・ペルシもフェイエノールトの下部組織に所属している[20]。

## 個人成績

### クラブ
| クラブ                         | シーズン | 背番号 | リーグ戦 | リーグ戦 | リーグ戦 | 国内カップ戦 | 国内カップ戦 | 国内カップ戦 | UEFA大会 | UEFA大会 | UEFA大会 | 期間通算 | 期間通算 | 期間通算 |
| クラブ                         | シーズン | 背番号 | 出場     | 得点     | アシスト | 出場         | 得点         | アシスト     | 出場     | 得点     | アシスト | 出場     | 得点     | アシスト |
| ------------------------------ | -------- | ------ | -------- | -------- | -------- | ------------ | ------------ | ------------ | -------- | -------- | -------- | -------- | -------- | -------- |
| フェイエノールト               | 2001-02  | 32     | 10       | 0        | 2        | 0            | 0            | 0            | 7        | 0        | 1        | 17       | 0        | 3        |
| フェイエノールト               | 2002-03  | 22     | 23       | 8        | 1        | 3            | 7            | 0            | 2        | 0        | 0        | 28       | 15       | 1        |
| フェイエノールト               | 2003-04  | 32     | 28       | 6        | 6        | 1            | 0            | 0            | 3        | 0        | 0        | 32       | 6        | 6        |
| フェイエノールト               | 通算     |        | 61       | 14       | 9        | 4            | 7            | 0            | 12       | 0        | 0        | 77       | 21       | 10       |
| アーセナルFC                   | 2004-05  | 11     | 26       | 5        | 1        | 9            | 4            | 0            | 6        | 1        | 0        | 41       | 10       | 1        |
| アーセナルFC                   | 2005-06  | 11     | 24       | 5        | 1        | 7            | 4            | 0            | 7        | 2        | 0        | 38       | 11       | 1        |
| アーセナルFC                   | 2006-07  | 11     | 22       | 11       | 5        | 1            | 0            | 0            | 8        | 2        | 4        | 31       | 13       | 8        |
| アーセナルFC                   | 2007-08  | 11     | 15       | 7        | 3        | 1            | 0            | 0            | 7        | 2        | 2        | 23       | 9        | 5        |
| アーセナルFC                   | 2008-09  | 11     | 28       | 11       | 10       | 6            | 4            | 1            | 10       | 5        | 3        | 44       | 20       | 14       |
| アーセナルFC                   | 2009-10  | 11     | 16       | 9        | 7        | 0            | 0            | 0            | 4        | 1        | 1        | 20       | 10       | 8        |
| アーセナルFC                   | 2010-11  | 10     | 25       | 18       | 7        | 5            | 2            | 0            | 3        | 2        | 0        | 33       | 22       | 7        |
| アーセナルFC                   | 2011-12  | 10     | 38       | 30       | 13       | 2            | 2            | 0            | 8        | 5        | 0        | 48       | 37       | 13       |
| アーセナルFC                   | 通算     |        | 194      | 96       | 47       | 31           | 16           | 1            | 53       | 20       | 10       | 278      | 132      | 58       |
| マンチェスター・ユナイテッドFC | 2012-13  | 20     | 38       | 26       | 15       | 4            | 1            | 0            | 6        | 3        | 0        | 48       | 30       | 15       |
| マンチェスター・ユナイテッドFC | 2013-14  | 20     | 21       | 12       | 3        | 1            | 2            | 0            | 6        | 4        | 0        | 28       | 18       | 3        |
| マンチェスター・ユナイテッドFC | 2014-15  | 20     | 27       | 10       | 2        | 2            | 0            | 1            | -        | -        | -        | 31       | 10       | 2        |
| マンチェスター・ユナイテッドFC | 通算     |        | 86       | 48       | 20       | 7            | 3            | 1            | 12       | 7        | 0        | 105      | 58       | 21       |
| フェネルバフチェSK             | 2015-16  | 11     | 31       | 16       | 3        | 5            | 5            | 0            | 12       | 1        | 0        | 48       | 22       | 3        |
| フェネルバフチェSK             | 2016-17  | 10     | 24       | 9        | 3        | 4            | 4            | 1            | 7        | 1        | 0        | 35       | 14       | 4        |
| フェネルバフチェSK             | 2017-18  | 10     | 2        | 0        | 0        | -            | -            | -            | 2        | 0        | 0        | 4        | 0        | 0        |
| フェネルバフチェSK             | 通算     |        | 57       | 25       | 6        | 9            | 9            | 1            | 21       | 2        | 0        | 87       | 36       | 7        |
| フェイエノールト               | 2017-18  | 32     | 12       | 5        | 1        | 2            | 2            | 0            | -        | -        | -        | 14       | 7        | 1        |
| フェイエノールト               | 2018-19  | 32     | 25       | 16       | 5        | 5            | 2            | 0            | 1        | 0        | 0        | 31       | 18       | 5        |
| フェイエノールト               | 通算     |        | 37       | 21       | 6        | 7            | 4            | 0            | 1        | 0        | 0        | 45       | 25       | 6        |
| 総通算                         | 総通算   |        | 435      | 204      | 88       | 58           | 39           | 3            | 99       | 29       | 10       | 592      | 272      | 102      |

出典

## 代表歴

### 出場大会
- オランダ代表
  - 2006 FIFAワールドカップ
  - 2010 FIFAワールドカップ
  - 2014 FIFAワールドカップ

### 試合数
- 国際Aマッチ 102試合 50得点（2005年-2017年）[22][23]

| オランダ代表 | 国際Aマッチ | 国際Aマッチ |
| 年           | 出場        | 得点        |
| ------------ | ----------- | ----------- |
| 2005         | 7           | 1           |
| 2006         | 12          | 6           |
| 2007         | 4           | 0           |
| 2008         | 10          | 5           |
| 2009         | 8           | 2           |
| 2010         | 11          | 5           |
| 2011         | 9           | 6           |
| 2012         | 10          | 6           |
| 2013         | 10          | 10          |
| 2014         | 15          | 8           |
| 2015         | 5           | 1           |
| 2017         | 1           | 0           |
| 通算         | 102         | 50          |

### 得点
出典
| #   | 開催日         | 開催地               | 対戦国           | スコア | 結果 | 大会                        |
| --- | -------------- | -------------------- | ---------------- | ------ | ---- | --------------------------- |
| 1.  | 2005年6月8日   | ヘルシンキ           | フィンランド     | 0-4    | 0-4  | 2006 FIFAワールドカップ予選 |
| 2.  | 2006年6月16日  | シュトゥットガルト   | コートジボワール | 1-0    | 2-1  | 2006 FIFAワールドカップ     |
| 3.  | 2006年8月16日  | ダブリン             | アイルランド     | 0-4    | 0-4  | 親善試合                    |
| 4.  | 2006年9月6日   | アイントホーフェン   | ベラルーシ       | 1-0    | 3-0  | UEFA EURO 2008予選          |
| 5.  | 2006年9月6日   | アイントホーフェン   | ベラルーシ       | 2-0    | 3-0  | UEFA EURO 2008予選          |
| 6.  | 2006年10月7日  | ソフィア             | ブルガリア       | 1-1    | 1-1  | UEFA EURO 2008予選          |
| 7.  | 2006年10月11日 | アムステルダム       | アルバニア       | 1-0    | 2-1  | UEFA EURO 2008予選          |
| 8.  | 2008年6月13日  | ベルン               | フランス         | 2-0    | 4-0  | UEFA EURO 2008              |
| 9.  | 2008年6月17日  | ベルン               | ルーマニア       | 2-0    | 2-0  | UEFA EURO 2008              |
| 10. | 2008年8月20日  | モスクワ             | ロシア           | 0-1    | 1-1  | 親善試合                    |
| 11. | 2008年11月20日 | アムステルダム       | スウェーデン     | 1-0    | 3-1  | 親善試合                    |
| 12. | 2008年11月20日 | アムステルダム       | スウェーデン     | 2-0    | 3-1  | 親善試合                    |
| 13. | 2009年3月28日  | アムステルダム       | スコットランド   | 2-0    | 3-0  | 2010 FIFAワールドカップ予選 |
| 14. | 2009年9月5日   | エンスヘデ           | 日本             | 1-0    | 3-0  | 親善試合                    |
| 15. | 2010年5月26日  | フライブルク         | メキシコ         | 1-0    | 2-1  | 親善試合                    |
| 16. | 2010年5月26日  | フライブルク         | メキシコ         | 2-0    | 2-1  | 親善試合                    |
| 17. | 2010年6月1日   | ロッテルダム         | ガーナ           | 4-1    | 4-1  | 親善試合                    |
| 18. | 2010年6月5日   | アムステルダム       | ハンガリー       | 1-1    | 1-1  | 親善試合                    |
| 19. | 2010年6月24日  | ケープタウン         | カメルーン       | 1-0    | 2-1  | 2010 FIFAワールドカップ     |
| 20. | 2011年3月25日  | ブダペスト           | ハンガリー       | 0-4    | 0-4  | UEFA EURO 2012予選          |
| 21. | 2011年3月29日  | アムステルダム       | ハンガリー       | 1-0    | 5-3  | UEFA EURO 2012予選          |
| 22. | 2011年9月2日   | アイントホーフェン   | サンマリノ       | 1-0    | 11-0 | UEFA EURO 2012予選          |
| 23. | 2011年9月2日   | アイントホーフェン   | サンマリノ       | 6-0    | 11-0 | UEFA EURO 2012予選          |
| 24. | 2011年9月2日   | アイントホーフェン   | サンマリノ       | 7-0    | 11-0 | UEFA EURO 2012予選          |
| 25. | 2011年9月2日   | アイントホーフェン   | サンマリノ       | 9-0    | 11-0 | UEFA EURO 2012予選          |
| 26. | 2012年5月26日  | アムステルダム       | ブルガリア       | 1-0    | 1-2  | 親善試合                    |
| 27. | 2012年6月2日   | アムステルダム       | 北アイルランド   | 1-0    | 6-0  | 親善試合                    |
| 28. | 2012年6月2日   | アムステルダム       | 北アイルランド   | 3-0    | 6-0  | 親善試合                    |
| 29. | 2012年6月13日  | ハルキウ             | ドイツ           | 1-2    | 1-2  | UEFA EURO 2012              |
| 30. | 2012年9月7日   | アムステルダム       | トルコ           | 1-0    | 2-0  | 2014 FIFAワールドカップ予選 |
| 31. | 2012年10月16日 | ブカレスト           | ルーマニア       | 1-4    | 1-4  | 2014 FIFAワールドカップ予選 |
| 32. | 2013年3月22日  | アムステルダム       | エストニア       | 2-0    | 3-0  | 2014 FIFAワールドカップ予選 |
| 33. | 2013年3月26日  | アムステルダム       | ルーマニア       | 2-0    | 3-0  | 2014 FIFAワールドカップ予選 |
| 34. | 2013年3月26日  | アムステルダム       | ルーマニア       | 3-0    | 3-0  | 2014 FIFAワールドカップ予選 |
| 35. | 2013年6月11日  | 北京市               | 中国             | 1-0    | 2-0  | 親善試合                    |
| 36. | 2013年9月6日   | タリン               | エストニア       | 2-2    | 2-2  | 2014 FIFAワールドカップ予選 |
| 37. | 2013年9月10日  | アンドラ・ラ・ベリャ | アンドラ         | 0-1    | 0-2  | 2014 FIFAワールドカップ予選 |
| 38. | 2013年9月10日  | アンドラ・ラ・ベリャ | アンドラ         | 0-2    | 0-2  | 2014 FIFAワールドカップ予選 |
| 39. | 2013年10月11日 | アムステルダム       | ハンガリー       | 1-0    | 8-1  | 2014 FIFAワールドカップ予選 |
| 40. | 2013年10月11日 | アムステルダム       | ハンガリー       | 4-0    | 8-1  | 2014 FIFAワールドカップ予選 |
| 41. | 2013年10月11日 | アムステルダム       | ハンガリー       | 5-1    | 8-1  | 2014 FIFAワールドカップ予選 |
| 42. | 2014年5月17日  | アムステルダム       | エクアドル       | 1-1    | 1-1  | 親善試合                    |
| 43. | 2014年5月31日  | ロッテルダム         | ガーナ           | 1-0    | 1-0  | 親善試合                    |
| 44. | 2014年6月13日  | サルヴァドール       | スペイン         | 1-1    | 1-5  | 2014 FIFAワールドカップ     |
| 45. | 2014年6月13日  | サルヴァドール       | スペイン         | 1-4    | 1-5  | 2014 FIFAワールドカップ     |
| 46. | 2014年6月18日  | ポルト・アレグレ     | オーストラリア   | 2-2    | 2-3  | 2014 FIFAワールドカップ     |
| 47. | 2014年7月12日  | ブラジリア           | ブラジル         | 0-1    | 0-3  | 2014 FIFAワールドカップ     |
| 48. | 2014年10月10日 | アムステルダム       | カザフスタン     | 3-1    | 3-1  | UEFA EURO 2016予選          |
| 49. | 2014年11月16日 | アムステルダム       | ラトビア         | 1-0    | 6-0  | UEFA EURO 2016予選          |
| 50. | 2015年10月13日 | アムステルダム       | チェコ           | 2-3    | 2-3  | UEFA EURO 2016予選          |

## タイトル

### クラブ
フェイエノールト
- UEFAカップ : 2001-02
- KNVBカップ : 2017-18
- ヨハン・クライフ・スハール : 2018

アーセナルFC
- FAカップ : 2004-05
- FAコミュニティ・シールド : 2004

マンチェスター・ユナイテッド
- プレミアリーグ : 2012-13
- FAコミュニティ・シールド : 2013

### 個人
- オランダ年間若手最優秀選手賞: 2002
- PFA年間最優秀選手賞 : 2011-12
- FWA年間最優秀選手賞 : 2011-12
- PFA年間ベストイレブン : 2011-12, 2012-13
- プレミアリーグ得点王 : 2011-12, 2012-13